# Shangri-La Entertainment
Shangri-La Entertainment, LLC – amerykańska wytwórnia filmowa założona w 2000 roku przez Steve'a Binga i Adama Rifkina.
Wytwórnia jest własnością Shangri-La Business Group, organizacji zajmującej się nieruchomościami, budownictwem, rozrywką i muzyką.